# Rhabdosciadium aucheri
Rhabdosciadium aucheri är en flockblommig växtart som beskrevs av Pierre Edmond Boissier. Rhabdosciadium aucheri ingår i släktet Rhabdosciadium och familjen flockblommiga växter. Inga underarter finns listade i Catalogue of Life.